# Goodboys
Goodboys ist ein britisches Pop-Trio aus London. Die Band wurde vor allem durch ihre Debütsingle Piece of Your Heart in Zusammenarbeit mit der italienischen Band Meduza bekannt.

## Hintergrund
Goodboys besteht aus den beiden Songwritern und Produzenten Josh Grimmett und Johannes Shore sowie dem DJ Ethan Shore. Das Trio gründete sich 2018. 2019 erschien die Single Piece of Your Heart in der Zusammenarbeit mit der italienischen Band Meduza, die ein internationaler Erfolg wurde und im Vereinigten Königreich Platz 2 erreichte. Die Single wurde von der BPI mit einer Platin-Schallplatte ausgezeichnet.

## Diskografie
Singles

| Jahr | Titel Album           | Höchstplatzierung, Gesamtwochen, AuszeichnungChartplatzierungen (Jahr, Titel, Album, Platzierungen, Wochen, Auszeichnungen, Anmerkungen) | Höchstplatzierung, Gesamtwochen, AuszeichnungChartplatzierungen (Jahr, Titel, Album, Platzierungen, Wochen, Auszeichnungen, Anmerkungen) | Höchstplatzierung, Gesamtwochen, AuszeichnungChartplatzierungen (Jahr, Titel, Album, Platzierungen, Wochen, Auszeichnungen, Anmerkungen) | Höchstplatzierung, Gesamtwochen, AuszeichnungChartplatzierungen (Jahr, Titel, Album, Platzierungen, Wochen, Auszeichnungen, Anmerkungen) | Höchstplatzierung, Gesamtwochen, AuszeichnungChartplatzierungen (Jahr, Titel, Album, Platzierungen, Wochen, Auszeichnungen, Anmerkungen) | Anmerkungen                                                      |
| Jahr | Titel Album           | DE | AT | CH | UK | Dance | Anmerkungen                                                      |
| ---- | --------------------- | --- | --- | --- | --- | --- | ---------------------------------------------------------------- |
| 2019 | Piece of Your Heart – | DE4 ×3Dreifachgold · (42 Wo.)DE | AT9 (30 Wo.)AT | CH6 (55 Wo.)CH | UK2 ×3Dreifachplatin · (39 Wo.)UK | Dance10 Platin · (26 Wo.)Dance | Erstveröffentlichung: 9. April 2019 Meduza feat. Goodboys        |
| 2019 | Lose Control –        | DE30 Platin · (29 Wo.)DE | AT53 Gold · (17 Wo.)AT | CH22 (38 Wo.)CH | UK11 ×2Doppelplatin · (29 Wo.)UK | Dance4 Platin · (26 Wo.)Dance | Erstveröffentlichung: 24. Oktober 2019 mit Meduza und Becky Hill |
| 2019 | Goodbye –             | DE— aDE | — | — | UK59 (7 Wo.)UK | Dance15 (23 Wo.)Dance | Erstveröffentlichung: 18. Dezember 2020 mit Imanbek              |

Weitere Singles
- 2018: Fake Dreams
- 2020: Unfamiliar (mit SeeB & HRVY)
- 2021: Bongo Cha Cha Cha

## Auszeichnungen für Musikverkäufe
| Goldene Schallplatte - Frankreich - 2020: für die Single Lose Control - Mexiko - 2020: für die Single Piece of Your Heart Platin-Schallplatte - Belgien - 2020: für die Single Lose Control - Dänemark - 2021: für die Single Lose Control - Griechenland - 2021: für die Single Lose Control - Italien - 2020: für die Single Lose Control - 2021: für die Single Bongo Cha Cha Cha - Schweden - 2022: für die Single Lose Control - Spanien - 2024: für die Single Lose Control | 2× Platin-Schallplatte - Belgien - 2019: für die Single Piece of Your Heart - Brasilien - 2024: für die Single Goodbye - Dänemark - 2021: für die Single Piece of Your Heart - Neuseeland - 2022: für die Single Lose Control - Portugal - 2021: für die Single Lose Control - Schweden - 2022: für die Single Piece of Your Heart - Spanien - 2025: für die Single Piece of Your Heart 3× Platin-Schallplatte - Italien - 2021: für die Single Piece of Your Heart - Kanada - 2023: für die Single Lose Control - Mexiko - 2020: für die Single Lose Control - Neuseeland - 2023: für die Single Piece of Your Heart - Polen - 2021: für die Single Lose Control 4× Platin-Schallplatte - Australien - 2021: für die Single Lose Control - Kanada - 2023: für die Single Piece of Your Heart - Polen - 2021: für die Single Piece of Your Heart - Portugal - 2020: für die Single Piece of Your Heart | 5× Platin-Schallplatte - Australien - 2020: für die Single Piece of Your Heart Diamantene Schallplatte - Frankreich - 2022: für die Single Piece of Your Heart - Mexiko - 2020: für die Single Piece of Your Heart 4× Diamantene Schallplatte - Brasilien - 2024: für die Single Lose Control 9× Diamantene Schallplatte - Brasilien - 2024: für die Single Piece of Your Heart |

Anmerkung: Auszeichnungen in Ländern aus den Charttabellen bzw. Chartboxen sind in ebendiesen zu finden.
| Land/RegionAuszeichnungen für Musikverkäufe (Land/Region, Auszeichnungen, Verkäufe, Quellen) | Gold     | Platin       | Diamant       | Verkäufe  | Quellen                 |
| -------------------------------------------------------------------------------------------- | -------- | ------------ | ------------- | --------- | ----------------------- |
| Australien (ARIA)                                                                            | —        | 9× Platin9   | —             | 630.000   | aria.com.au             |
| Belgien (BRMA)                                                                               | —        | 3× Platin3   | —             | 120.000   | ultratop.be             |
| Brasilien (PMB)                                                                              | —        | 2× Platin2   | 13× Diamant13 | 2.160.000 | pro-musicabr.org.br BR2 |
| Dänemark (IFPI)                                                                              | —        | 3× Platin3   | —             | 270.000   | ifpi.dk                 |
| Deutschland (BVMI)                                                                           | Gold1    | 2× Platin2   | —             | 1.000.000 | musikindustrie.de       |
| Frankreich (SNEP)                                                                            | Gold1    | —            | Diamant1      | 433.333   | snepmusique.com         |
| Griechenland (IFPI)                                                                          | —        | Platin1      | —             | 20.000    | Einzelnachweise         |
| Italien (FIMI)                                                                               | —        | 5× Platin5   | —             | 350.000   | fimi.it                 |
| Kanada (MC)                                                                                  | —        | 7× Platin7   | —             | 560.000   | musiccanada.com         |
| Mexiko (AMPROFON)                                                                            | Gold1    | 3× Platin3   | Diamant1      | 510.000   | amprofon.com.mx         |
| Neuseeland (RMNZ)                                                                            | —        | 5× Platin5   | —             | 150.000   | radioscope.co.nz        |
| Österreich (IFPI)                                                                            | Gold1    | —            | —             | 15.000    | ifpi.at                 |
| Polen (ZPAV)                                                                                 | —        | 7× Platin7   | —             | 350.000   | olis.pl                 |
| Portugal (AFP)                                                                               | —        | 6× Platin6   | —             | 60.000    | Einzelnachweise         |
| Schweden (IFPI)                                                                              | —        | 3× Platin3   | —             | 240.000   | sverigetopplistan.se    |
| Spanien (Promusicae)                                                                         | —        | 3× Platin3   | —             | 180.000   | elportaldemusica.es     |
| Vereinigte Staaten (RIAA)                                                                    | —        | 2× Platin2   | —             | 2.000.000 | riaa.com                |
| Vereinigtes Königreich (BPI)                                                                 | —        | 5× Platin5   | —             | 3.000.000 | bpi.co.uk               |
| Insgesamt                                                                                    | 4× Gold4 | 66× Platin66 | 15× Diamant15 |           |                         |